# Fahad Albutairi
Fahad Albutairi (en árabe: فهد البتيري‎; nacido el 12 de mayo de 1985) es un comediante, actor, guionista y preso político de Arabia. Albutairi se convirtió en el primer cómico en presentarse en el escenario profesionalmente de Arabia Saudita y en la GCC, tras la relajación de las leyes estrictas en contra de la crítica de ciertos aspectos de la sociedad de Arabia. 
En marzo de 2018, fue detenido en Jordania, según los informes, "fue esposado, con los ojos vendados y llevado en avión hasta Arabia Saudita." Su esposa, la activista por los derechos de la mujer, Loujain al-Hathloul, también está bajo arresto.

## Biografía
Fahad Albutairi nació en Khobar, Arabia Saudita. Albutairi comenzó a realizar comedia stand-up como estudiante en la Universidad de Texas en Austin, de la que se graduó en diciembre de 2007. Su primer material trató de su identidad como estudiante extranjero estudiando en Norteamérica después de los atentados del 11 de septiembre. Considera que su verdadero comienzo fue en las noches de micrófono abierto en los clubes de comedia local en Austin. Su debut como comediante de stand-up en el Mundo Árabe fue el 2 de octubre de 2008, abriendo el show para Ahmed Ahmed y Maz Jobrani en Baréin, junto con otros comediantes como parte de la Gira de la Comedia Eje del Mal.
Desde entonces, ha compartido escenario con comediantes como Gabriel Iglesias, Sebastian Maniscalco, Bobby Lee, Erik Griffin, Dean Edwards, Angelo Tsarouchas, Aron Kader y Dean Obeidallah. Albutairi se presentó regularmente en Arabia Saudita. A pesar de que inicialmente se preocupaba acerca de cómo las audiencias en Arabia Saudita podrían recibir su show, su primera actuación en Arabia Saudita fue en Riad en febrero de 2009, la cual atrajo una audiencia de más 1.200 personas. El 3 de noviembre de 2009, fue elegido ganador del Concurso Be a Part en el Festival de Comedia Ammán Stand-up entre 65 concursantes de habla inglesa.
El 18 de marzo de 2010, tomó parte por primera vez de en un stand-up en Yemen junto con sus compañeros comediantes Khalid Khalifa y Abraham Alkhairallah, y el cómico egipcio-estadounidense Ahmed Ahmed. También tomó parte en el show "Nuevos rostros de la Comedia Árabe" en el Festival de Comedia Árabe-Americano 2010 de Nueva York, y fue una de las "Caras Nuevas" para ser elegido como el "Mejor de la fiesta" la noche del festival.
En marzo de 2013, tanto El Washington Post y El Nacional denominaron a Albutairi el "Seinfeld de Arabia Saudita." Fahad también fue elegido para estar en el panel de jueces de la más grande competencia de comedia en vivo en línea de la región, "El Kit Kat Comedy Break Show".
El 15 de enero de 2016, se presentó en la Fábrica de la Risa de Hollywood con Maz Jobrani, Tony Rock, Steve Hofstetter, entre otros. Fue el primer comediante profesional de comedia en vivo de Arabia en participar.

### Película
| Año  | Título               | Rol          | Notas           |
| ---- | -------------------- | ------------ | --------------- |
| 2015 | From A to B          | Yousef 'Jay' |                 |
| 2018 | Rashid & Rajab       | Fahad        | Post-production |
| 2019 | A Love Above the Law | escritor     | en desarrollo   |

### Televisión
| Año  | Título                  | Rol                   | Notas                                                                                           |
| ---- | ----------------------- | --------------------- | ----------------------------------------------------------------------------------------------- |
| 2012 | Night Shift / شفت الليل | comprador             | Episodio: "In a Supermarket Very Very Soon / في سوبر ماركت قريب جداً جداً" Canal: Rotana Khalijia |
| 2017 | American Dad!           | Bear Grylls (árabico) | Episodio: "The Bitchin' Race" voz                                                               |
| 2017 | CUT                     | Abdulrahman           | Canal: MBC 1                                                                                    |